# Shirley Eaton
Shirley Eaton (12 de enero de 1937) es una actriz británica ya retirada. Fue considerada un símbolo sexual en los años sesenta.
Eaton apareció regularmente en teatro, teleseries y películas británicas en los años cincuenta y sesenta y ganó gran popularidad por su actuación como "chica bond" en la película Goldfinger de 1964, interpretando a Jill Masterson. Su foto apareció en la portada de la revista Life cubierta en oro al igual que en una escena de la película de Bond. Dicha escena generó una leyenda urbana que aseguraba que Eaton habría fallecido en la vida real a causa de la técnica usada para bañar su cuerpo en oro. En el 2003 hizo una aparición en la serie Cazadores de Mitos para desmentir tal rumor. También actuó en algunas películas de la franquicia Carry On y en varios episodios de la serie televisiva The Saint protagonizada por Roger Moore. Se retiró de la actuación en 1969.
Estuvo casada con Colin Lenton Rowe desde 1957 hasta la muerte de él en 1994, y tuvieron dos hijos, Grant y Jason. Se retiró para cuidar de sus hijos, comentando en una entrevista en la revista Starlog en 1999: "Una carrera es una carrera, pero eres madre hasta que mueres", repitiendo tal afirmación en otra entrevista en 2008 y agregando: "Lo más importante para mí fue ser mujer y tener una familia más que ser una actriz glamurosa muy famosa". 
Shirley publicó una autobiografía en 1999 titulada Golden Girl (La chica dorada).

## Filmografía
| Película                         | Año       | Personaje                                   |
| -------------------------------- | --------- | ------------------------------------------- |
| Parent-Craft                     | 1951      | Anne Pebble                                 |
| A Day to Remember                | 1953      | Mujer joven                                 |
| You Know What Sailors Are        | 1954      | Mujer del palacio                           |
| Doctor in the House              | 1954      | Milly Groaker                               |
| The Belles of St Trinian's       | 1954      |                                             |
| And So to Bentley                | 1954      | 1 episodio                                  |
| The Love Match                   | 1955      | Rose Brown                                  |
| Charley Moon                     | 1956      | Angel Dream                                 |
| Sailor Beware!                   | 1956      | Shirley Hornett                             |
| Three Men in a Boat              | 1956      | Sophie Clutterbuck                          |
| Doctor at Large                  | 1957      | Nan                                         |
| Date with Disaster               | 1957      | Sue                                         |
| The Naked Truth                  | 1957      | Melissa Right                               |
| Carry On Sergeant                | 1958      | Mary Sage                                   |
| Further Up the Creek             | 1958      | Jane                                        |
| Carry On Nurse                   | 1959      | Dorothy Denton                              |
| In the Wake of a Stranger        | 1959      | Joyce Edwards                               |
| Life Is a Circus                 | 1960      | Shirley Winter                              |
| Carry On Constable               | 1960      | Sally Barry                                 |
| Nearly a Nasty Accident          | 1961      | Jean Briggs                                 |
| Dentist on the Job               | 1961      | Jill Venner                                 |
| A Weekend with Lulu              | 1961      | Deirdre Proudfoot                           |
| What a Carve Up!                 | 1961      | Linda Dickson                               |
| The Saint                        | 1962-1968 | Adrienne Halberd/Gloria Uckrose/Reb Denning |
| Our Man in the Caribbean         | 1962      | Lee                                         |
| Man of the World                 | 1962      | Lee                                         |
| The Girl Hunters                 | 1963      | Laura Knapp                                 |
| Rhino!                           | 1964      | Miss Arleigh                                |
| Goldfinger                       | 1964      | Jill Masterson                              |
| The Naked Brigade                | 1965      | Diana Forsythe                              |
| Ten Little Indians               | 1965      | Ann Clyde                                   |
| Around the World Under the Sea   | 1966      | Dra. Margaret E. 'Maggie' Hanford           |
| Eight on the Lam                 | 1967      | Ellie Barton                                |
| El millón de ojos de Sumuru      | 1967      | Sumuru                                      |
| Fu Manchú y el beso de la muerte | 1968      | Black Widow                                 |
| La ciudad sin hombres            | 1969      | Sumuru                                      |